# بوبینگن ان در رمس
بوبینگن ان در رمس (به آلمانی: Böbingen an der Rems) یک شهر در آلمان است که در استالبکرایس واقع شده‌است. بوبینگن ان در رمس ۴٬۷۰۵ نفر جمعیت دارد.

## خواهرخوانده
شهر en:Custines خواهرخواندهٔ بوبینگن ان در رمس هست.